# Schlacht bei Nouy
Die Schlacht bei Nouy war ein militärischer Zusammenstoß im mittelalterlichen Frankreich zwischen dem Grafen von Anjou und den Grafen von Blois und Champagne. Die Schlacht fand am 21. August 1044 bei Nouy, auf halber Strecke zwischen Tours und Amboise, statt.

## Vorgeschichte
Seit der Thronübernahme der Kapetinger im 10. Jahrhundert hatte das französische Königtum gegenüber seinen Vasallen stetig an Macht verloren. Das Herrschaftsgebiet der Könige, die Krondomäne, war faktisch auf das Gebiet der Île de France begrenzt und wurde seit dem frühen 11. Jahrhundert von den Territorien der Grafen aus dem Haus Blois bedrängt. Im Westen waren es die Grafschaften Blois, Chartres, Châteaudun und Tours, im Osten die Grafschaften Meaux und Troyes (Champagne).
König Heinrich I. beabsichtigte sich aus dieser Umklammerung zu befreien und verbündete sich dafür mit dem Grafen von Anjou, Gottfried II. Martel. Der König nutzte dabei die bereits bestehende Feindschaft zwischen Anjou und Blois, die seit Generationen um die Vorherrschaft im westlichen Neustrien konkurrierten. Nachdem Graf Theobald III. von Blois seit 1040 mehrmals gegen die königliche Autorität opponierte, erklärte der König ihn der Grafschaft Tours für verlustig und übertrug diese an Gottfried von Anjou, der sogleich große Teile der Touraine, mit Ausnahme der Stadt Tours, besetzen konnte.

## Schlachtverlauf
Im August 1044 überquerte Theobald im Süden der Touraine den Cher und vereinte sich mit dem Heer seines Bruders Stephan II. von Champagne, der von Amboise kommend zu ihm stieß. Bei Courçay schlugen sie mehrere hundert Männer Gottfrieds in die Flucht. Danach wendeten sie sich gegen die Burg von Loches, wo sie mehrere ihrer Gefolgsmänner, die dort von Gottfried gefangen gehalten wurden, befreiten. Gottfried, der seit einem Jahr Tours belagerte, zog umgehend ein Heer zusammen und marschierte seinen Feinden entgegen, um sie bei Nouy zu stellen. Er schlug Stephan in die Flut und konnte Theobald und mehrere seiner Ritter gefangen nehmen.
Der genaue Ablauf der Schlacht ist nicht überliefert, lediglich der Chronist Rodulfus Glaber nennt Einzelheiten. So seien die Krieger von Blois unfähig gewesen zu kämpfen, weil sie mit Ketten aneinander gebunden waren. Auch habe Gottfried durch die Unterstützung des Heiligen Martin von Tours seine Gegner schlagen können, da diese zuvor religiöse Einrichtungen, die dem Heiligen geweiht waren, beraubt hätten. Weiterhin konnte Gottfried angeblich über 1700 Ritter von Blois gefangen nehmen, ohne deren Blut vergießen zu müssen.

## Folgen
Einziger Nutznießer dieser Schlacht war der Graf von Anjou, denn Theobald von Blois verzichtete als Preis seiner Freiheit auf seine Ansprüche auf Tours. Diese Grafschaft sollte nun bei Anjou verbleiben und somit später dem Herrschaftsraum der Plantagenets (siehe: Angevinisches Reich) angehören.
Das Haus Blois gab seine Machtpolitik im Westen auf, konnte aber seine dortigen Zentren um Blois und Chartres behaupten. Die Dynastie verlagerte in den folgenden Jahren ihr Herrschaftszentrum in den Osten, in die Champagne, wo sie im 12. Jahrhundert weiterhin ein großer Machtfaktor blieb.
Das Königtum selber konnte keine Vorteile aus diesen Veränderungen ziehen, seine Macht blieb weiterhin auf die Île de France beschränkt. Erst im 13. Jahrhundert unter den Königen Philipp II. und Ludwig IX. konnte es nacheinander die Macht der Häuser Anjou-Plantagenet und Blois-Champagne brechen.

## Quelle
- John France: Rodulfus Glaber: The Five Books of the Histories (Oxford, 1989)